# San Francisco Zacacalco
San Francisco Zacacalco (del náhuatl zacatl="zacate" y calli="casa" y co="sobre o en" "En la casa de zacate") es una localidad de Hueypoxtla, uno de los 125 municipios del Estado de México en México. Es una comunidad urbana y la tercera más poblada del municipio. Según el censo del 2010 tiene una población total de 7431habitantes.